# ستريبينتول
ستريبينتول (بالإنجليزية: Stiripentol)‏ ويعرف بالاسم التجاري دياكوميت (بالإنجليزية: Diacomit)‏ دواء مضاد للاختلاج يستخدم لعلاج الصرع. 